# فرسخ

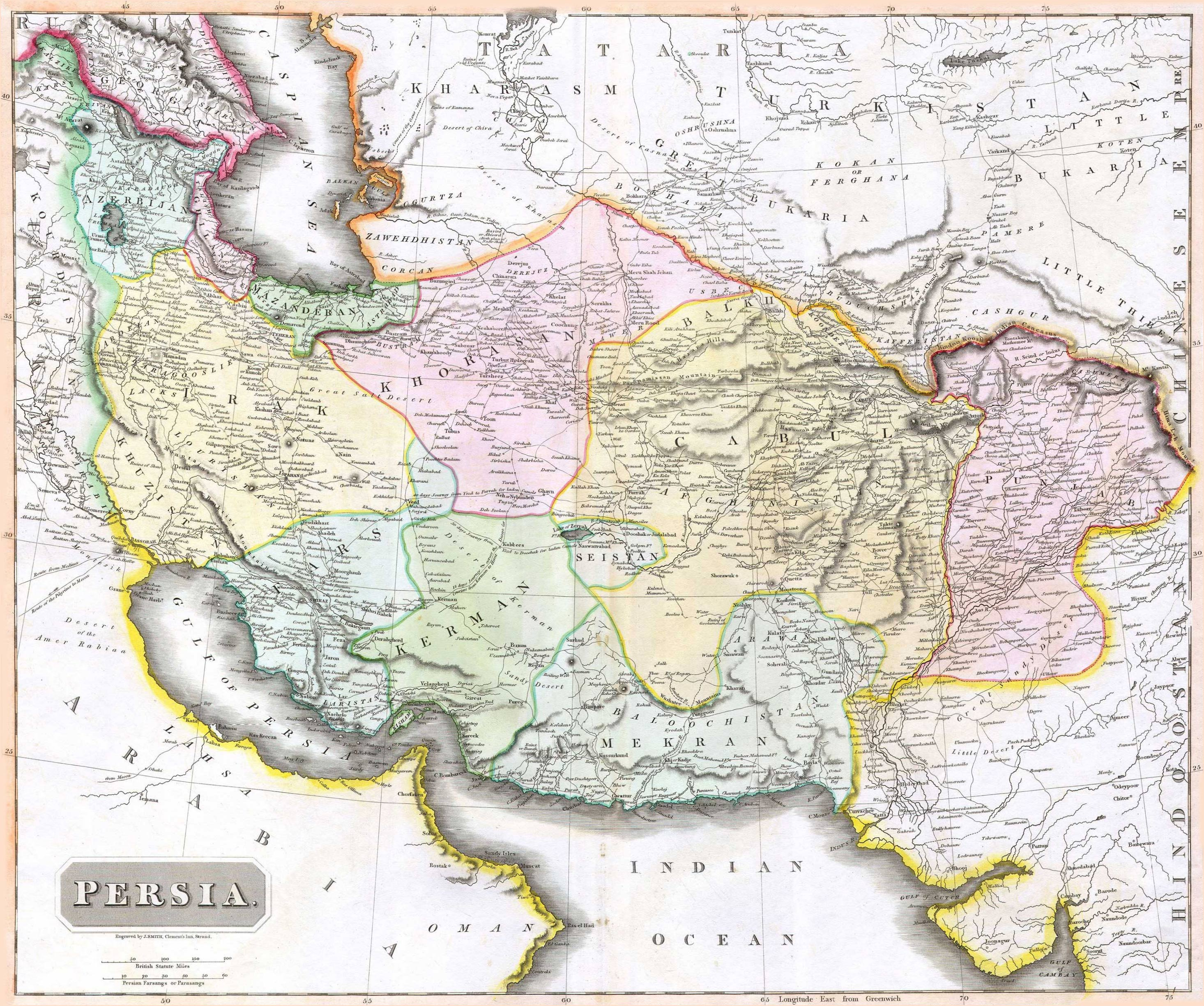

الفَرْسَخ (الجمع: فَرَاسِخ) من مقاييس المسافة قديمًا. وأصل الكلمة فارسية معربة، من «پرسنگ» أو «پارسنگ».
تجمع أغلب المراجع على أن الفرسخ يعادل ما بين أربعة وستة كيلومترات في النظام الدولي الحالي. فقد أورد ابن منظور في لسان العرب:
في حين وذكر الجوهري في صحاح اللغة:
وقد جاء في القاموس المحيط:
وعليه، فلو كان الفرسخ ثلاثة أميال، والميل ستة وتسعون ألف إصبع، وبما أنه الإصبع العربي يعادل سنتيمتران تقريباً، فيكون الميل 1.92 كيلومتراً، والفرسخ 5.76 كيلومتراً. وهذا التحديد هو الموافق للأصل عند الشك.[بحاجة لمصدر].
قال المقدسيّ في كتابه (أحسن التقاسيم في معرفة الأقاليم) "فالفرسخ اثنا عشر ألف ذراع، والذراع أربعة وعشرون أصبعاً، والأصبع ستّ حبٍات شعير مصفوفة بطون بعضها إلى بعض".

## روابط خارجية
- مدخل «فرسخ» في قاموس المعاني